# Никольская община Российского общества Красного Креста
Никольская община Российского общества Красного Креста — первое в Москве благотворительное объединение сестёр милосердия по уходу за больными, существовавшее в 1848—1874 годах, и восстановленное в 1914 году.

## История Никольской общины
Никольская община была создана 1 апреля 1848 года, во время эпидемии холеры, по почину княгини Софьи Степановны Щербатовой и знаменитого доктора Фёдора Петровича Гааза, которому требовались помощницы для ухода за больными в созданной им Полицейской больнице, где оказывали помощь бездомным людям, подобранным на улицах в бесчувственном состоянии. Чаще всего о таких пациентах некому было позаботиться.
Сестричество находилось в ведении Дамского попечительства о бедных, созданного С. С. Щербатовой. В фонде канцелярии московского генерал-губернатора частично сохранилась переписка, которую княгиня Щербатова  вела с вышестоящими ведомствами в 1849—1852 годах. В ответных письмах княгине указывалось на отсутствие потребности в общине и средств для её содержания.  Тем не менее Никольская община просуществовала как минимум до 1874 года.
Первой настоятельницей Общины была Анастасия Павловна Щербинина. Община, по-видимому, не имела отдельного устава, а руководствовалась уставом заведения сестёр милосердия, утверждённым 5 октября 1848 года императором Николаем I для общины в Санкт-Петербурге, которая позже получила название Свято-Троицкой.
Сёстры Никольской общины ходили в синих платьях. На передник сестёр милосердия нашивался знак красного креста, а при исполнении обязанностей они носили ещё нарукавную повязку с красным крестом.

### Деятельность Никольской общины в Москве
Первоначально Община была устроена в доме Гурьева по Долгоруковской улице, напротив церкви святителя Николая, близ Бутырской тюрьмы. В 1851 году Община переехала в район Новоспасского монастыря на Воронцовскую улицу в дом, пожертвованный наследниками Е. В. Новосильцевой. Сёстры ухаживали за больными в Первой городской больнице и других городских больницах. Сёстры контролировали действия сиделок, читали больным душеспасительную литературу и заботились об их спокойствии и утешении. По желанию частных лиц, сёстры могли отпускаться для ухода на дому. К весне 1863 года в сестричество входили около 70 человек.
При Общине находился сиротский приют, в котором более 20 воспитанниц обеспечивались полным содержанием и обучались закону божию, чтению, арифметике и рукоделиям.
Средства Никольской общины складывались из пожертвованного неприкосновенного капитала и ежегодных взносов благотворителей. Благотворители обеспечивали содержание сестёр милосердия, больных и воспитанниц, а также освещение и отопление дома общины.
В 1872 году община переехала в Лефортово (современный адрес – Госпитальная площадь, 2), где постепенно открылся целый ряд благотворительных учреждений: детский приют, женское училище, больница, амбулатория, аптека, и убежище для престарелых сестёр милосердия.

### Деятельность сестёр Никольской общины в Крыму
В декабре 1854 года десять сестёр Никольской общины вместе с вдовами петербургского и московского вдовьих домов прибыли в Крым, где поступили в распоряжение профессора Н. И. Пирогова. В начале 1856 года ещё шесть сестёр Общины прибыли в Крым, где работали видимо вместе с сёстрами Крестовоздвиженской общины.
Во время Крымской войны сёстры, помимо непосредственного ухода за больными, следили за раздачей лекарств аптекарями и приготовлением пищи, заботились о белье, готовили перевязочный материал, сопровождали транспорты больных. Некоторые ассистировали при очень трудных операциях, вызывая искреннее удивление врачей своей выдержкой. Русское общество вынуждено было признать, что помощь сестёр оказалась очень полезной. Их присутствие на театре военных действий называли важным шагом вперёд в уходе за ранеными.
На войне две сестры Никольской общины погибли, а одна вышла замуж за ординатора госпиталя. По окончании боевых действий сёстры вернулись в Москву. Выражая благодарность основательнице Никольской общины княгине Щербатовой и самоотверженным сёстрам милосердия, императрица Александра Федоровна наградила их серебряными медалями. Кроме того, она поручила опекунскому совету Воспитательного дома выдать сёстрам наравне с сердобольными вдовами денежное вознаграждение по 10 рублей за каждый месяц пребывания в Крыму и по 100 рублей сиротам погибших вдов и сестёр.

### Упразднение первой Никольской общины
Никольская община, кроме взносов благотворителей, не имела никаких других финансовых источников и не могла окупать свою деятельность. Как тяжелая обуза для Дамского попечительства о бедных, обеспечивавшего её существование, Община была упразднена.
Вопрос о времени окончательного упразднения первой Никольской общины пока остаётся открытым. По одним источникам к 1874 году в Никольской общине остались несколько пожилых сестёр милосердия, которые перешли в богадельню. Согласно другому источнику, в 1879 году последние двенадцать сестёр Никольской общины были переведены в Лефортово, составив Лефортовское отделение Дамского попечительства о бедных.

### Деятельность Никольской общины в годы Первой мировой войны
Никольская община была восстановлена 26 октября 1914 года по инициативе попечительницы Лефортовского отделения Московского дамского попечительства о бедных Ольги Львовны Еремеевой, получив новое название «Никольская община сестёр милосердия в память княгини С. С. Щербатовой и доктора Ф. П. Гааза Российского общества Красного Креста».
Община организовывала свою работу на основе принятого в 1903 году Нормального устава общин сестёр милосердия Российского Общества Красного Креста.
Никольская община с самого начала своей работы поставила цель готовить кадры сестёр, для чего устраивала краткосрочные курсы. Преподаватели, среди которых были профессора и приват-доценты, вызвались читать лекции бесплатно. Лефортовское отделение Дамского попечительства о бедных предоставило для практических занятий слушательниц свою больницу и госпиталь. Там же открылось первое общежитие на 12 сестёр. Лекции читались в Политехническом музее, в помещении курсов французского языка З. Л. Степановой, в гимназии В. С. Нечаева и в факультетских клиниках Московского университета.
При центральном складе Никольской общины действовала мастерская по изготовлению противогазных повязок из материала, выданного из склада императрицы Александры Федоровны или пожертвованного благотворителями. Также в августе и сентябре 1915 года Община изготавливала печи для окопов. Обе мастерские были закрыты по распоряжению Общества Красного Креста как не соответствовавшие его деятельности.
Осенью 1915 г. при Никольской общине сестер милосердия открылись сразу четыре лечебных заведения: платная терапевтическая клиника на 30 мест, госпиталь Красного Креста для душевнобольных на 150 мест, а также открытые за счёт Московской городской управы брюшнотифозный госпиталь на 50 мест и психиатрическая больница для беженцев. Каждая больница имела своих докторов во главе с главным врачом и полностью обслуживалась сёстрами, испытуемыми и ученицами общины. Из женской прислуги приглашались только кухарки.
К декабрю 1915 года в состав Общины входили 1042 сестры милосердия.
Учредители возрождённой Никольской общины не обладали ни имуществом, ни капиталом для обеспечения жизнедеятельности нового учреждения. Они начали работу, собрав десятирублёвые взносы с первых членов попечительского совета на сумму 230 рублей. Открывавшиеся затем при общине лечебные заведения финансировались за счет Красного Креста и Московской городской управы. Из-за непостоянного финансирования Никольская община была упразднена.

#### Издательская деятельность
В апреле 1915 года «для усиления средств» Никольская община приступила к изданию и распространению открытых писем. Для этой деятельности было снято помещение, состоявшее из двух квартир, по адресу Мясницкий проезд, дом 1. Печать почтовых карточек для Никольской общины осуществляло частное предприятие Тирмана по цене 2 копейки за штуку. Качество бумаги и полиграфии было низкое. Право выбора рисунков, способа распространения открытых писем и прочее оставалось за попечительским советом Общины.
В общей сложности известно около ста наименований художественных открыток, выпущенных Общиной. Все открытки изданы с оригинальными, специально созданными для них, рисунками. Авторы большинства рисунков не установлены, за исключением рисунков, выполненных Александром Алексеевичем Лавровым, которые атрибутированы по инициалам художника.

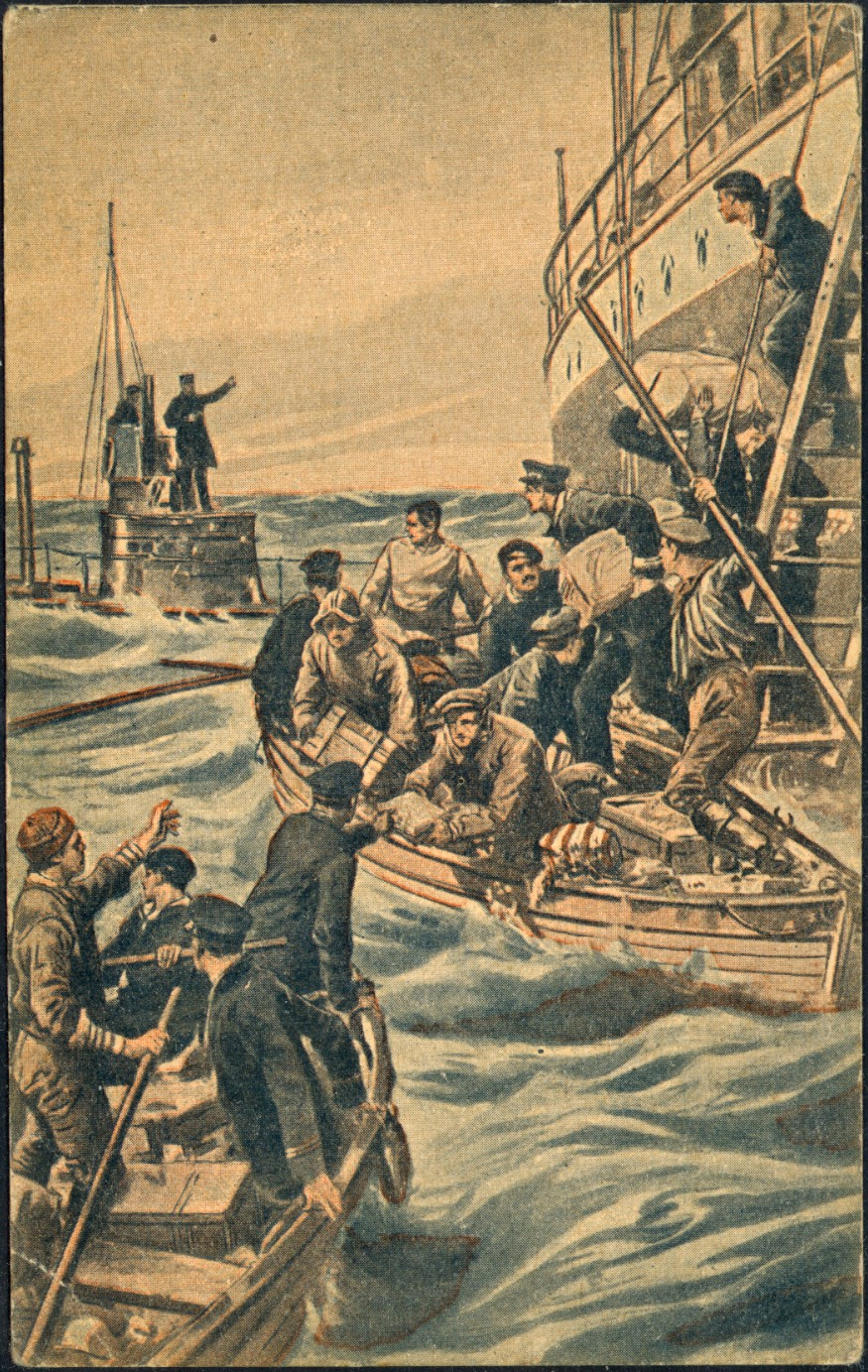
Открытка, изданная Никольской общиной.

Большинство сюжетов открыток, изданных Никольской общиной, посвящены эпизодам боевых действий. Около трети сюжетов составляют оформленные А. А. Лавровым изображения детей в образах взрослых людей, сопровождающиеся двумя рифмованными строчками. Около одной десятой части сюжетов составляют поздравительные и памятные аллегорические сюжеты на военно-патриотические темы. На таких карточках рисунок занимает не более половины площади стороны почтовой карточки и находится в левой части.

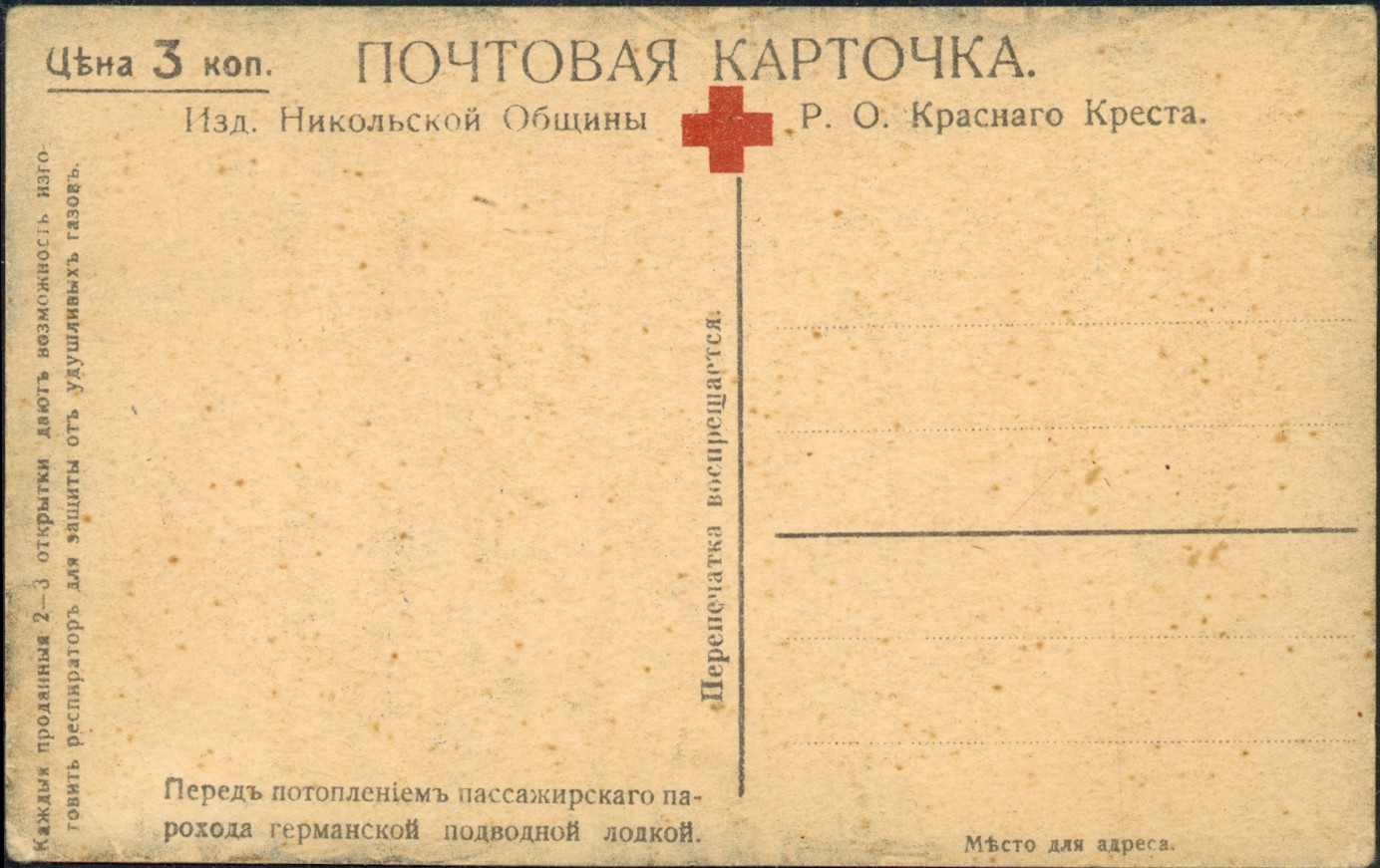
Адресная сторона открытки, изданной Никольской общиной.

Адресные стороны открыток в верхней части содержат изображение красного креста и название Общины. В левом верхнем углу указана продажная цена: 3 копейки. На адресной стороне некоторых открыток приведена фраза: «Каждые проданные 2-3 открытки дают возможность изготовить респиратор для защиты от удушливых газов». Руководством Никольской общины изначально было принято решение «чистый сбор с изданий <...> не употреблять на собственные нужды, а предоставить на изготовление противогазов».
Населению России «для ознакомления» были разосланы 108 000 писем с предложением купить открытки «для себя или для отправки в армию». К письму прилагался «заказной лист», на котором следовало обозначить количество открыток, которое адресат желал получить сам и сколько следовало направить в армию.
В августе 1915 года, от исполняющего обязанности главноуполномоченного Российского общества Красного Креста внутреннего района империи, в Общину поступило заявление о том, «что изготовление противогазов обеспечено правительством, а потому сборы следует прекратить». В этой связи руководство Общины разослало циркулярные письма всем, кому ранее были высланы заказные листы, с просьбой прислать их обратно. Тех, кто уже прислал деньги в Общину, спрашивали желают ли они получить деньги обратно или предоставить средства на нужды Общины. Большинство адресатов пожелало оставить деньги Общине. Оставшиеся после сбора средств на противогазы открытки были направлены в армию. Многочисленные благодарности, полученные руководством Общины от военнослужащих, содержали информацию о том, «что открытки доставляли [им] не только величайшую радость, но и служили иногда единственным способом для переписки с родными и близкими». Поэтому 26 октября 1915 года — в день празднования годовщины восстановления Общины, «для раздачи доблестным воинам» были отправлены еще 2 млн открыток.
Другим каналом распространения открыток были продажи на улицах Москвы, выполнявшиеся добровольцами. Ввиду того, что «кружок [сочувствующих] стал быстро увеличиваться и в него стали поступать лица менее известные Общине, члены и наблюдатели по изданию решили заменить квитанции на получение денег за открытки — кружками». «Кружка» представляла собой закрытую на замок ёмкость с прорезью для опускания монет.
К 1 января 1916 года Общиной были проданы 7 969 705 почтовых карточек, из них 2 008 612 по заказам. Выручка составила 238 612 рублей 54 копейки, а чистая прибыль — 94 575 рублей 9 копеек. Непосредственно на изготовление противогазов было потрачено 52 790 рублей 94 копейки.
Встречаются изданные Никольской общиной почтовые карточки с указанием новой цены «10 коп.». Цена не могла быть повышена ранее ранее января 1916 года.